# Ptilinus fuscus
Ptilinus fuscus is een keversoort uit de familie klopkevers (Anobiidae). De wetenschappelijke naam van de soort is voor het eerst geldig gepubliceerd in 1785 door Geoffroy in Fourcroy.